# Steatoda grossa
Steatoda grossa là một loài nhện trong họ Theridiidae. Kích thước con cái khoảng 6,5–10 mm, con đực 4–6 mm. Loài này phân bố trên khắp thế giới, nó sống trong khác khu nhà bỏ hoang hoặc các khu vườn, thường dễ bị nhầm lẫn với các loài trong chi Latrodectus (hóa phụ đen), nhưng loài này không có đốm đỏ.